# Spalahores

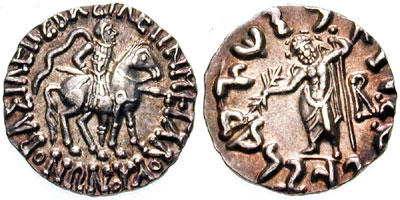
Gemeinsame Münze des Vonones und Spalahores

Spalahores war ein indo-skythischer König, der im ersten vorchristlichen Jahrhundert regierte. Er ist bisher so gut wie nur von Münzen bekannt.
Seine Münzen zeigen griechische Legenden, aber auch solche in Kharoshthi. Auf den Münzen wird auch immer sein Bruder Vonones genannt, der anscheinend mit ihm zusammen regierte. Auf diesen wird auch Spalagadames, der Sohn des Spalahores erwähnt.
Einige Forscher sehen in Spalahores und Spalirises, der eigene Münzen prägte und kurz danach regierte, dieselbe Person.